# Interaction durable
Les interactions durables sont une des formes d'interactions biologiques. Il s'agit d'une interaction durable intime entre organismes hétérospécifiques.

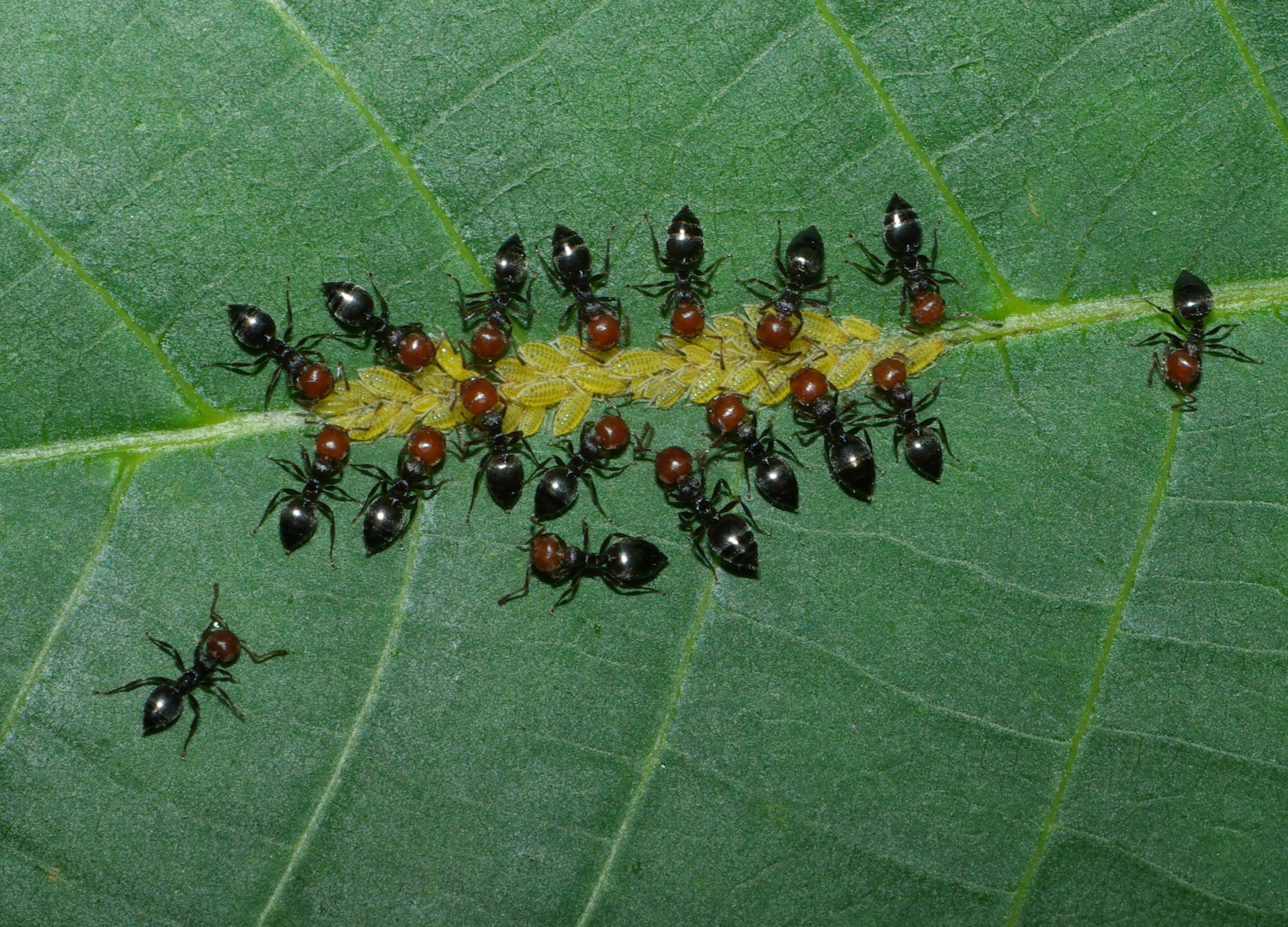
Exemple d'interactions entre des pucerons parasites d'une plante et les fourmis qui les traient

Ce concept a pris une importance majeure en matière d'Écologie des parasites, développé notamment en France par Claude Combes dans les années 1980-1990. Il désigne les équilibres dynamiques complexes qui peuvent guider le fonctionnement et l'évolution dans l'espace et dans le temps des systèmes vivants symbiotiques à l'échelle des gènes, des espèces et des communautés d'espèces. 
Le concept d'interactions durables recouvre en partie la notion de symbiose mais dans sa dimension écologique et évolutive. Il n'existe pas de pré-supposés des avantages ou coûts d'une interaction durable qui recouvre aussi bien des symbioses mutualistes que commensales ou parasitaires. Le rôle des interactions durables dans la dynamique des populations et le maintien à long terme de la diversité génétique et de la biodiversité (notamment en limitant les risques d'« exclusion compétitive »), ce qui rend possible la coexistence de plusieurs espèces au sein d'une même niche écologique.

## Exemples
Les interactions durables concernent les parasites de la faune ou flore sauvage, ou les maladies qui affectent l'Homme en entretenant l'immunité humaine au cours de la longue histoire de la coévolution de l'Homme et de ses pathogènes.
Les interactions durables  concernent aussi des échelles temporelles longues et des échelles planétaires, avec par exemple les virus océaniques qui semblent efficacement rétrocontrôler les populations d'algues et bactéries en les empêchant de pulluler.
Elles concernent aussi le niveau génétique, avec par exemple des interactions génétiques hôte-pathogène discrètes. Ainsi, en étudiant la transmission de la dengue par les moustiques dans la nature, on a récemment mis en évidence un phénomène qui avait échappé aux chercheurs dans les laboratoires en raison de protocoles qui imposent d'utiliser des souches « standardisées » de moustiques issus d'élevages. Dans la nature, plusieurs facteurs génétiques propres au génome du moustique pilotent la transmission par le moustique des différents virus de la dengue. Et inversement, cette transmission est également affectée par des interactions spécifiques entre les gènes du virus et ceux du moustique vecteur. Ainsi, « l’effet des facteurs de l’hôte peut changer selon les variants génétiques de l’agent pathogène ». Ceci complique sérieusement les stratégies de lutte contre ce type de microbes, et pourrait expliquer certains échecs médicaux et de la lutte antivectorielle ; un facteur de résistance contre une souche virale peut se transformer en facteur de vulnérabilité envers une autre souche.